# Hospital Traumatológico Juan Bosch
El Hospital Regional Traumatológico y Quirúrgico Prof. Juan Bosch es un hospital público autogestionado que ofrece atenciones de salud de tercer nivel en la provincia de La Vega en República Dominicana y funge como un centro especializado de traumatología para toda la región del Cibao. Es uno de los hospitales traumatológico más importantes del país y el más importante en la región norcentral del país.

## Historia
El Hospital Regional Traumatológico y Quirúrgico Prof. Juan Bosch fue ordenado por el entonces presidente Hipólito Mejía y concluido durante la administración de Leonel Fernández como un hospital modelo en traumatología para brindar este tipo de asistencia en la región del Cibao, especialmente motivado por los múltiples accidentes de tránsito que se producen en la Autopista Juan Pablo Duarte, la principal vía terrestre que comunica la ciudad capital de Santo Domingo con la segunda ciudad más importante del país: Santiago de los Caballeros.
Originalmente el proyecto contemplaba 173 camas, 200 médicos y 9 salas de cirugía además de un helipuerto y dos ambulancias. En la actualidad el centro asistencial cuenta con apenas 82 camas y solo funcionan dos de los 9 quirófanos.